# Билзен
Билзен (хол. Bilzen) је општина у Белгији у региону Фландрија у покрајини Лимбург. Према процени из 2007. у општини је живело 30.173 становника.

## Становништво
Према процени, у општини је 1. јануара 2015. живело 31.710 становника.
| 1984. | 2000. | 2010. | 2015. |
| ----- | ----- | ----- | ----- |
| 26326 | 29335 | 30882 | 31710 |